# Neak Luong
Neak Luong ou Neak Leung (en khmer : អ្នកលឿង) est une ville de la province de Prey Veng, au Cambodge.

## Géographie
Elle est située sur le Mékong, ce qui en fait un port commercial important de la région. Le pont de Neak Luong, relie la région avec la Route nationale 1, c'est le pont le plus proche en aval de Phnom Penh qui n'en possède pas.

## Histoire
Durant la guerre civile cambodgienne (1967-1975), la ville fut bombardée par erreur par un bombardier américain Boeing B-52 Stratofortress qui lâcha vingt tonnes de bombes dans le centre-ville qui firent 137 morts et 300 blessés. Cet événement est cité dans le film La Déchirure (1984).